# Horribilis Peak
Der Horribilis Peak ist ein 2.654 m hoher Berg mit einer Schartenhöhe von 584 m in den Pacific Ranges der Coast Mountains in der kanadischen Provinz British Columbia. Der Berg liegt 5,5 km nördlich des Talchako Mountain und 28 km südlich von Stuie. Der nächsthöhere Berg ist der Utan Peak (2.747 m), 4 km nordwestlich vom Horribilis. Der Gipfel wurde 1964 von der Seilschaft von George Whitemore benannt, weil er sie an einen Grizzly-Bären (Ursus arctos horribilis) erinnerte, dessen Territorium die Bergsteiger durchquerten. Der Name des Berges wurde am 15. April 1984 offiziell durch das Geographical Names Board of Canada anerkannt. Die Abflüsse der Niederschläge sammeln sich im Ape Creek, einem Nebenfluss des Talchako River.

## Klima
In Bezug auf die Klimaklassifikation nach Köppen und Geiger herrscht am Horribilis Peak ein Seeklima. Die meisten Wetterfronten stammen vom Pazifik und bewegen sich ostwärts auf die Coast Mountains zu, wo sie durch die Berge zum  Aufsteigen (Windstau) gezwungen werden, was wiederum dazu führt, dass die enthaltene Feuchtigkeit in Form von Regen oder Schnee abgegeben wird. Im Ergebnis führt das zu hohen Niederschlägen in den Coast Mountains, insbesondere zu starken Schneefällen im Winter. Die Temperaturen können unter −20 °C fallen, unter Berücksichtigung von Windchill-Einfluss unter −30 °C. 